# Raymond Ken’ichi Tanaka
Raymond Ken’ichi Tanaka (jap. ライムンド 田中 健一 Raimondo Tanaka Ken’ichi; ur. 31 sierpnia 1927 w Uwajimie, zm. 29 lipca 2021 tamże) – japoński duchowny rzymskokatolicki, w latach 1976-1997 biskup diecezjalny Kioto.

## Życiorys
Święcenia kapłańskie przyjął 21 grudnia 1951 roku. 8 lipca 1976 papież Paweł VI mianował go biskupem Kioto. Sakry udzielił mu 23 września 1976 kardynał Paul Yoshigorō Taguchi, arcybiskup metropolita Osaki. 3 marca 1997 zrezygnował z urzędu na pięć i pół roku przed osiągnięciem biskupiego wieku emerytalnego (75 lat). Od tego czasu pozostaje biskupem seniorem diecezji.